# Thuyết chuyển bộ
Thuyết chuyển bộ (chữ Hán: 說轉部; tiếng Phạn: Saṃkrāntivādin, Saṃkrāntika; tiếng Pali: Sankrantika), còn được gọi là Thuyết độ bộ (說度部), Tương tục bộ (相續部) hay Vô thượng bộ (無上部), là một trong những bộ phái Phật giáo sơ kỳ. Bộ phái này kế thừa truyền thống lý luận Đại tì-bà-sa luận của Cưu-ma-la-đa và các đệ tử, được xem là tiền thân của Kinh lượng bộ. Sách Dị bộ tông luân luận ghi tông nghĩa của phái Kinh lượng bộ về cơ bản thuộc Thuyết chuyển bộ.

## Tổng quát
Thuyết chuyển bộ được cho là bắt nguồn từ Thí dụ sư (Dārṣṭāntika) Cưu-ma-la-đa (鳩摩邏多, sa. Kumàralabdha, Kumàralàta) của phái Thuyết nhất thiết hữu bộ, người đã cho rằng "các uẩn có thể từ đời trước chuyển đến đời sau", vì vậy mới có danh xưng. Có thuyết cho rằng tổ sư của phái này là Uất-đa-la (欝多羅) tôn giả. Theo "Đảo sử", Thuyết chuyển bộ phân xuất Kinh lượng bộ. Theo "Xá-lợi-phất vấn kinh", cả hai phái song song. Theo Thập bát bộ luận (dịch giả không rõ) và Dị chấp bộ luận (Chân Đế dịch), cả hai hợp thành Thuyết chuyển bộ, còn "Dị bộ tông luân luận (Huyền Trang dịch), thì hai bộ hợp thành lấy tên Kinh lượng bộ.

## Nghiên cứu học thuật
Học giả Dutt tin rằng Thuyết chuyển bộ và Kinh lượng bộ là tiền thân của Xích đồng diệp bộ.